# ФК Жупа
ФК Жупа је фудбалски клуб из Александровца, и тренутно се такмичи у Зони Запад, четвртом такмичарском нивоу српског фудбала. Клуб је основан 1922. године.

## Познати играчи
- Ненад Сакић